# Pierre-André Arcand
Ne doit pas être confondu avec Pierre Arcand.
Pour les articles homonymes, voir Arcand.
Pierre-André Arcand est né en 1942. Il est un poète et artiste multidisciplinaire québécois. Il pratique la performance, l'art sonore, la poésie sonore, la musique expérimentale et les arts médiatiques. Il est décédé en janvier 2025.

## Biographie
Pierre-André Arcand est né en 1942. Il est un transfuge de discipline. Il a pris racine en écriture, en poésie visuelle, en installation artistique, pour ensuite se consacrer aux arts médiatiques, au traitement audio et vidéo en temps réel, ainsi qu'aux pratiques acoustiques, électroniques et numériques.
Arcand a commencé sa carrière artistique tout juste sorti de l'université au milieu des années 1970 sur le front de la poésie et des arts visuels. En 1978, il se joint au collectif d'artistes de Québec Inter / Le Lieu, où il contribue à mettre de l'avant les poésies expérimentales. Il a publié quelques poèmes, mais a surtout travaillé comme éditeur de livres d'art, organisateur d'événements et artiste multimédia,.
Il est membre et cofondateur du collectif d'art sonore Avatar et a sorti des albums sur son label affilié Ohm Editions. Le premier Eres+7 en 1992, suivi de Eres+16 (1995), Eres+21 (1997), Le livre sonore (1999), et Atlas Epileptic (2004),. Au sein du collectif Avatar, il collabore entre autres avec Jocelyn Robert et Diane Landry.
Son travail repose sur l'enregistrement et la diffusion de sons variées, qu'il présente aussi sous la forme d'installation sonore interactive.
L'art de Pierre-André Arcand est un mélange de voix, de travail de gorge, de chants, de bruits, de sons, de poésie sonore et de textes. Il crée des œuvres multimédias de voix, de sons, de poèmes visuels, de diapositives animées et de bruit vidéo. Sébastien Dulude écrit à ce propos : « Chez Arcand, l’écriture est ramenée à son signifiant sonore, qui n’est pas phonologique, ni même phonétique, mais phonique. Elle est strictement liée à l’ouïe, isolée de sa composante graphématique, de ses lettres, virtuelles, que nous ne verrons ni ne lirons jamais, mais elle est pourtant fixée, aussi concrètement que symboliquement, à un livre. Dans son traitement électronique, l’écriture est à ce point manipulée, hachée, râpée, superposée avec elle-même, qu’elle en vient à geindre, à grogner, à souffler, à renâcler, à rugir. Le grain de l’écriture – comme le grain de la voix pour Barthes – est exposé, magnifié et perçu de très près, au plus près peut-être, par l’ouïe. » 
Il a notamment inventé la  « macchina ricordi » (Un logiciel qui permet en simultané la diffusion et l’enregistrement son sur son de boucles évolutives) et le « sounding book » (une petite boîte en métal jouée en griffonnant sur sa surface avec un microphone),.
Il s'est produit dans plusieurs pays et a publié dans plusieurs revues dont : Inter, Estuaire, Doc(k.)s, Baobab, Rampike, etc.

## Œuvres

### Livres et catalogues d'expositions
- Plis [sous] pli : [Correspondance factice] (avec Jean-Yves Fréchette), Saint-Lambert, Éditions du Noroît, 1982, n.p.  (ISBN 9782890180727)
- Catalogue art & société (avec Diane-Jocelyne Côté et Louis Haché), Québec, Éditions restreintes, 1983, 400 p.  (ISBN 9782920527003)
- La Machine à mots au 12e Salon international du livre à Québec (avec Jean-Yves Fréchette), Québec, Éditions restreintes, 1983, 77 p.  (ISBN 9782920527027)
- Petit Livre, Québec, Éditions restreintes, 1983, 125 p.  (ISBN 9782920527041)
- Fouilles textuelles, Québec, Éditions restreintes, 1983, 162 p.  (ISBN 9782920527041)
- Inter export : une exposition du collectif des Editions Intervention chez Jacques Donguy, 57, de la Roquette, du 2 au 7 avril 1985, Québec, Éditions restreintes, 1985, 40 p.
- Écrire fait du bruit, Québec, Éditions restreintes, 1997, 43 p.  (ISBN 9782980643101)
- Le livre sonore : livres-objets, objets textuels, installations, Québec, Avatar/Ohm, 1999, n.p.  (ISBN 9782920512016)
- Transfuge, Québec, Ohm éditions, 2002, n.p.

### Livre sonore
- Mots arrachés du corps : anthologie de la poésie vivante de Québec, Québec, Réserve phonique, 2004, 58 min.

### Musique et art sonore
- Volubile, [enregistrement sonore], Québec, Éditions restreintes, 1984.
- Eres+7, [enregistrement sonore], Québec, Obscure, 1992.
- Eres+16, [enregistrement sonore], Québec, Ohm éditions, 1995.
- Eres+21 - Écrire fait du bruit, [enregistrement sonore], Québec, Ohm éditions, 1997.
- Le livre sonore, [enregistrement sonore], Québec, Avatar / Ohm éditions, 1999.
- Transfuge + Transfuge A/V, [enregistrement sonore], Québec, Avatar / Ohm éditions, 2002.
- Atlas Epileptic, [enregistrement sonore], Québec, Ambiances magnétiques, 2004.